# Итаска (окръг, Минесота)
Окръг Итаска (на английски: Itasca County) е окръг в щата Минесота, Съединени американски щати. Площта му е 7583 km², а населението - 44 512 души. Административен център е град Гранд Рапидс.